# Mort (roman)
Mort (1987) (titlu original Mort) este un roman din seria Lumea Disc a lui Terry Pratchett, fiind și numele personajului principal. Este a patra carte a Lumii Disc și prima care își concentrează atenția asupra Morții de pe Lumea Disc, care apăruse doar ca personaj secundar în romanele anterioare.
În sondajul Big Read realizat de BBC în 2003, Mort a fost votată printre "Cele mai iubite cărți", ea intrând și în Top 100 și fiind considerată cea mai populară carte a lui Pratchett.

## Intriga
Ca adolescent, Mort are o personalitate și un temperament care nu îl fac potrivit pentru afacerea horticolă a familiei. Tatăl lui Mort, Lezek, consideră că Mort gândește prea mult, lucru care îl împiedică să învețe ceva practic. Prin urmare, Lezek îl duce la un târg local, sperând să fie luat ca ucenic de vreun meșteșugar, ceea ce i-ar oferi acestuia o slujbă și ar face să devină problema altcuiva tendința lui de a cădea pe gânduri. 
La început, Mort nu atrage atenția niciunui angajator. Apoi, chiar înainte de a bătea miezul nopții, un om învelit într-o pelerină neagră sosește călare pe un cal alb. Pretinzând că este în căutarea unui tânăr care să îi devină asistent, îl alege pe Mort. Se dovedește că acel om era Moartea, iar Mort devine ucenic în meseria de a conduce sufletele către lumea de apoi (deși tatăl său crede că a devenit ucenicul unui cioclu).
Când vine vremea ca o prințesă să moară (în conformitate cu realitatea prestabilită), Mort nu îi conduce sufletul ci o salvează de la moarte, alterând grav o parte a realității Lumii Disc. Dar prințesa nu are mult de trăit, iar Mort e nevoit să o salveze din nou de o moarte aparent de neoprit. Prințesa și Mort ajung să consulte cu un vrăjitor local, Igneus Tăiuș, ca să îi ajute în soluționarea crizei.
Pe măsură ce Mort începe să preia mare parte a datoriei Morții, își pierde unele dintre trăsăturile de caracter, semănând tot mai mult cu Moartea. La rândul său, Moartea vrea să afle cum este cu adevărat să fii om și călătorește în Ankh-Morpork pentru noi experiențe și pentru a încerca să simtă emoții. În final, Mort trebuie să se lupte cu Moartea pentru a-și recâștiga libertatea. Moartea câștigă duelul, dar cruță viața lui Mort, trimițându-l înapoi pe Disc.
Prințesa scapă din nou de la moarte când realitatea alternativă creată de Mort este redusă la dimensiunea unei perle. Această perlă îi este încredințată lui Mort spre păstrare. La sfârșitul romanului, Mort se căsătorește cu Ysabell, fiica adoptivă a Morții.

## Adaptări
Romanul a fost adaptat pentru BBC Radio Four de către Robin Brooks, cu Anton Lesser în rolul naratorului, Geoffrey Whitehead în cel al Morții, Carl Prekopp în cel al lui Mort, Clare Corbett în cel al Ysabellei și Alice Hart în cel al prințesei Keli. Programul a fost lansat în patru episoade la mijlocul anului 2004 și a fost reluat frecvent, ultima dată pe BBC7.
Pe 15 decembrie 2007, în Hamburg, Germania a avut loc premiera unei adaptări muzicale.
O adaptare britanică a fost prezentată în Guildford, Surrey, în august 2008 de către Youth Music Theatre: UK. Adaptarea a fost realizată de Jenifer Toksvig, sora omului de televiziune și romancierului Sandi Toksvig, muzica fiind compusă de Dominic Haslam.
Studiourile Disney se ocupă la ora actuală cu realizarea unei ecranizări, regizori fiind John Musker și Ron Clements.